# Гимнокалициум Бруха
Гимнокалициум Бруха (лат. Gymnocalycium bruchii) — кактус из рода Гимнокалициум. Видовое название дано в честь аргентинского фотографа и энтомолога Карлоса Бруха (1869—1943).

## Описание
Имеет слегка столбчатый стебель высотой до 6 см и 4-5 см в диаметре. Даёт много отростков. Они, как правило, не достигают размеров родительского растения. Рёбер до 12.
Густо расположенные ареолы несут тонкие изогнутые белые колючки. У некоторых экотипов встречается одна прямая центральная колючка. В зависимости от длины радиальных колючек и их количества выделяют следующие формы данного вида: Gymnocalycium bruchii f. niveum и Gymnocalycium bruchii f. albispinum.
У кактуса бледно-розовые цветки с более тёмной полоской по центру лепестка, до 3 см в диаметре.

## Распространение
Этот аргентинский вид растет в горах Ла-Фальда, которые составляют часть горного массива Сьерра-де-Кордова, на высоте 2000 метров. Предпочитает каменистые расщелины.

## Разведение в комнатной культуре
Один из самых легко культивируемых в культуре представителей рода Гимнокалициум.

## Синонимы
- Gymnocalycium lafaldense Vaupel 1924
- Gymnocalycium albispinum Backeberg 1936
- Frailea bruchii Spegazzini 1923.

## Фотогалерея

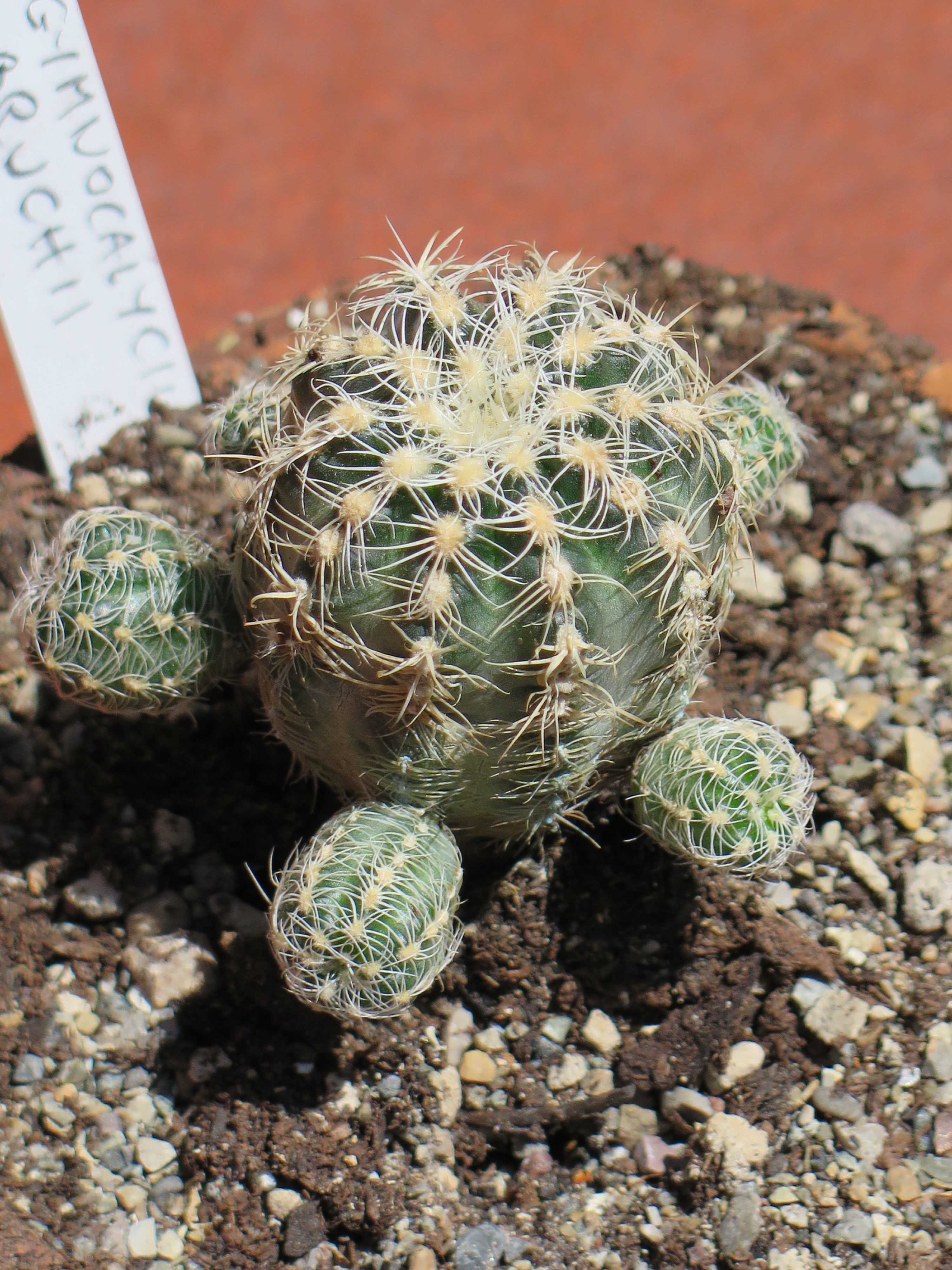
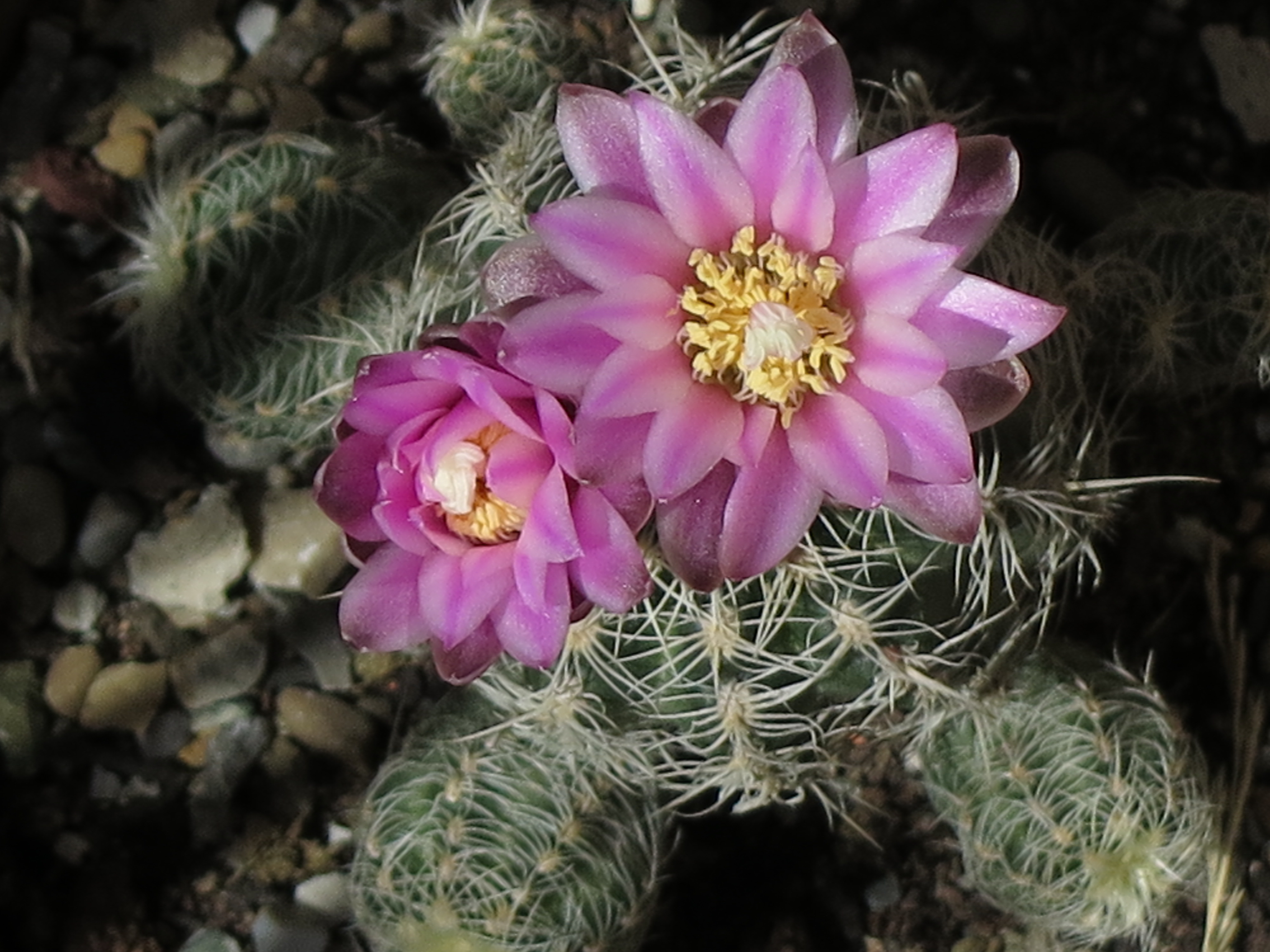